# Endogene Wachstumstheorie
Die endogene Wachstumstheorie, Theorie des endogenen Wachstums, oder neue Wachstumstheorie ist eine makroökonomische Theorie, die erklärt, wie technischer Fortschritt im Rahmen wirtschaftlichen Aktivitäten entsteht und wie dieser Fortschritt ein langfristiges Wirtschaftswachstum hervorruft. Die endogene Wachstumstheorie wurde in den 1980er Jahren als Kritik und Antwort auf neoklassische Wachstumsmodelle entwickelt.
In den neoklassischen Wachstumsmodellen ist das Langzeitwachstum exogen bestimmt, d. h. die bestimmenden Faktoren, wie die Wachstumsrate des technischen Fortschritts sowie die Zunahme der Arbeit (Humankapital) liegen außerhalb dieser Modelle. Diese Faktoren, so die Kritik der endogenen Wachstumstheorie, erklären aber nicht den Ursprung des Wachstums und sind somit nur eingeschränkt hilfreich. Die endogene Wachstumstheorie hingegen versucht diese Defizite zu überwinden, indem sie das Wachstum endogen, also aus dem Modell heraus, zu erklären versucht. Als ein einfacher Vorläufer einer endogenen Erklärung des Wachstums bzw. des technischen Fortschritts kann die Technische Fortschrittsfunktion von Nicholas Kaldor angesehen werden.
Die heutigen endogenen Wachstumstheorien sehen die Hauptbedeutung im Bereich der Forschung und Entwicklung, d. h. in der „Produktion“ neuer Technologien und dem dazu eingesetzten Humankapital. Die Unternehmen und Erfinder sind angehalten, technischen Fortschritt zu generieren, um einen Vorteil gegenüber den Mitbewerbern zu haben, indem sie ihre Produktivität erhöhen. Teile dieses innovativen Wissens werden von anderen Wirtschaftsakteuren übernommen, was wiederum deren Fähigkeit zur Innovation steigert. Der Wachstumsprozess steigert sich durch diesen Mechanismus. Im Gegensatz zu den neoklassischen (oder keynesianischen) Wachstumstheorien fällt also technischer Fortschritt nicht kostenlos „wie Manna“ vom Himmel, sondern muss produziert werden. Technischer Fortschritt kostet etwas.
Die Entwicklung der Wirtschaft hängt in solchen Modellen davon ab, wie teuer Innovationen sind, wie rasch „Nachahmer“ Innovationen übernehmen können und wie wiederum sich die Innovatoren, die Neuerer, sich gegen allzu rasche Nachahmung schützen können. Von daher sind es nicht nur Wachstumsmodelle, sondern sie können auch zur Erklärung von Konjunktur-Schwankungen herangezogen werden. Schließlich können die Modelle auch erklären, weshalb bestimmte Länder dauerhaft in Führung liegen, allerdings hängt dies von den Annahmen über die „Parameter“ ab, also wie schwierig oder einfach Innovation und Imitation sind.
Bei den Modellentwicklungen zur endogenen Wachstumstheorie ist dabei zwangsweise ein zentraler Baustein der Neoklassik aufzugeben: die abnehmende Grenzproduktivität der Produktionsfaktoren. Andernfalls könnte der Wachstumsprozess nicht fortdauern und externe Einflüsse müssten diesen immer wieder anregen.

## Modelle
Entsprechend der jeweiligen Modellierung der Annahmen können die Modelle in zwei Kategorien eingeordnet werden.
- Die Erste erklärt das Wachstum mittels eines variablen Technologieparameters, den es zu erarbeiten gilt. Hierzu gehört das Romer-Modell (oder Jones-Modell) und das Aghion-Howitt-Modell.
- Die zweite Modellgruppe (AK-Modell, Uzawa-Lucas-Modell und Spillover Modelle) begründet das Wirtschaftswachstum trotz konstanter Technologie.